# ASUSat
ASUSat (Arizona State University Satellite, nach dem Start auch ASU-OSCAR 37) war ein US-amerikanischer Amateurfunksatellit, der zu Ausbildungszwecken von Studierenden an der Arizona State University entwickelt und gebaut wurde.

## Missionsverlauf
Der Satellit wurde am 27. Januar 2000 (nach Ortszeit: 26. Januar) zusammen mit dem JAWSAT der Weber State University mit einer Minotaur I vom Vandenberg AFB Space Launch Complex 8 in eine niedrige Erdumlaufbahn gestartet. ASUSat konnte 50 Minuten nach dem Start in Südafrika empfangen werden, später auch in Neuseeland und den USA. Während zweier Überflüge über Arizona konnten Studenten der Arizona State University den Satelliten empfangen und fernsteuern. Beim dritten Überflug, 14 Stunden nach dem Start, wurde ein Problem mit der Stromversorgung gemeldet. Die Solarzellen lieferten keine elektrische Energie, so dass die Batterien kurz danach erschöpft waren.
Die COSPAR-Bezeichnung von ASUSat lautet 2000-004E.